# Lepanto (Arkansas)
Pour les articles homonymes, voir Lepanto.
La ville de Lepanto est située dans le comté de Poinsett, dans l’État de l’Arkansas, aux États-Unis. Sa population s’élevait à 1 893 habitants lors du recensement de 2010, estimée à 1 828 habitants en 2016.

## Démographie
| Groupe          | Lepanto | Arkansas | États-Unis |
| --------------- | ------- | -------- | ---------- |
| Blancs          | 80,6    | 77,0     | 72,4       |
| Afro-Américains | 14,8    | 15,4     | 12,6       |
| Autres          | 2,9     | 3,6      | 6,4        |
| Métis           | 1,7     | 4,0      | 8,6        |
| Total           | 100,0   | 100,0    | 100,0      |
|                 |         |          |            |
| Hispaniques     | 4,3     | 6,4      | 16,7       |

Selon l'American Community Survey, pour la période 2011-2015, 96,73 % de la population âgée de plus de 5 ans déclare parler l'anglais à la maison et 3,27 % l’espagnol.
| 1910 | 1920 | 1930  | 1940  | 1950  | 1960  | 1970  | 1980  | 1990  | 2000  | 2010  |
| ---- | ---- | ----- | ----- | ----- | ----- | ----- | ----- | ----- | ----- | ----- |
| 154  | 986  | 1 195 | 1 198 | 1 683 | 1 157 | 1 846 | 1 964 | 2 033 | 2 133 | 1 893 |

## Source
- (en) Cet article est partiellement ou en totalité issu de l’article de Wikipédia en anglais intitulé « Lepanto, Arkansas » (voir la liste des auteurs).

1. ↑  (en) « Lepanto, AR Population - Census 2010 and 2000 », sur censusviewer.com.
2. ↑  (en) « Population of Arkansas - Census 2010 and 2000 », sur censusviewer.com.
3. ↑  (en) « Language spoken at home by ability to speak English for the population 5 years and over », sur factfinder.census.gov.
4. ↑  « Statistiques des États-Unis - Arizona - Profils des communautés de 2010 » (consulté en novembre 2020)